# Fannia umbratica
Fannia umbratica är en tvåvingeart som beskrevs av Collin 1939. Fannia umbratica ingår i släktet Fannia och familjen takdansflugor. Arten är reproducerande i Sverige. Inga underarter finns listade i Catalogue of Life.